# Alice Vinette
Pour les articles homonymes, voir Vinette.
Alice Vinette, née le 24 avril 1894 à Saint-Urbain au Québec et morte le 17 mars 1989, est une compositrice, organiste, et religieuse canadienne.  Son nom religieux était sœur Marie-Jocelyne.

## Biographie
Alice Vinette a étudié le piano avec Romain-Octave Pelletier l'Ancien, l'orgue avec Raoul Paquet, la composition avec Rodolphe Mathieu et Auguste Descarries, et le chant avec Fleurette Contant. Elle rejoint les Sœurs de Sainte-Anne en 1917 sous le nom de sœur Marie-Jocelyne, contemporaine de la compositrice Lydia Boucher (sœur Marie-Thérèse). Elle enseigne la théorie, le chant, le piano et l'orgue à l'école des sœurs de Sainte-Anne.

## Œuvres

### Piano
- Prélude[5]

### Voix
- Messe Breve (trois voix[4])
- Si tu savais le don de Dieu[6]